# Foc (velă)

Focul (jib) marcat cu nr. 2

Foc este o denumire generală dată velelor triunghiulare care se ridică în prova unui velier (pe straiurile bompresului). 
Aceeași denumire se dă și velei triunghiulare din mijloc a unui velier cu trei focuri. 
La un velier cu patru focuri, acestea sunt denumite:
- focul săgeții (în engleză flying-jib),
- focul mare (în engleză outer-jib),
- focul mic (în engleză inner-jib) și
- trinchetinul (în engleză fore-topmast-stay-sail).